# كيفن كورنوال
كيفن كورنوال (بالإنجليزية: Kevin Cornwall)‏ هو لاعب كرة قدم أيرلندي، ولد في 16 مايو 1988 في دبلن في جمهورية أيرلندا. لعب مع باتريك أتلتيك ونادي شيلبورن.